# Hrbov (Lhenice)
Hrbov je vesnice, část městyse Lhenice v okrese Prachatice v Jihočeském kraji. Nachází se asi 3,5 kilometru severně od Lhenic. Prochází zde silnice II/122. Hrbov leží v katastrálním území Hrbov u Lhenic o rozloze 5,53 km².

## Historie

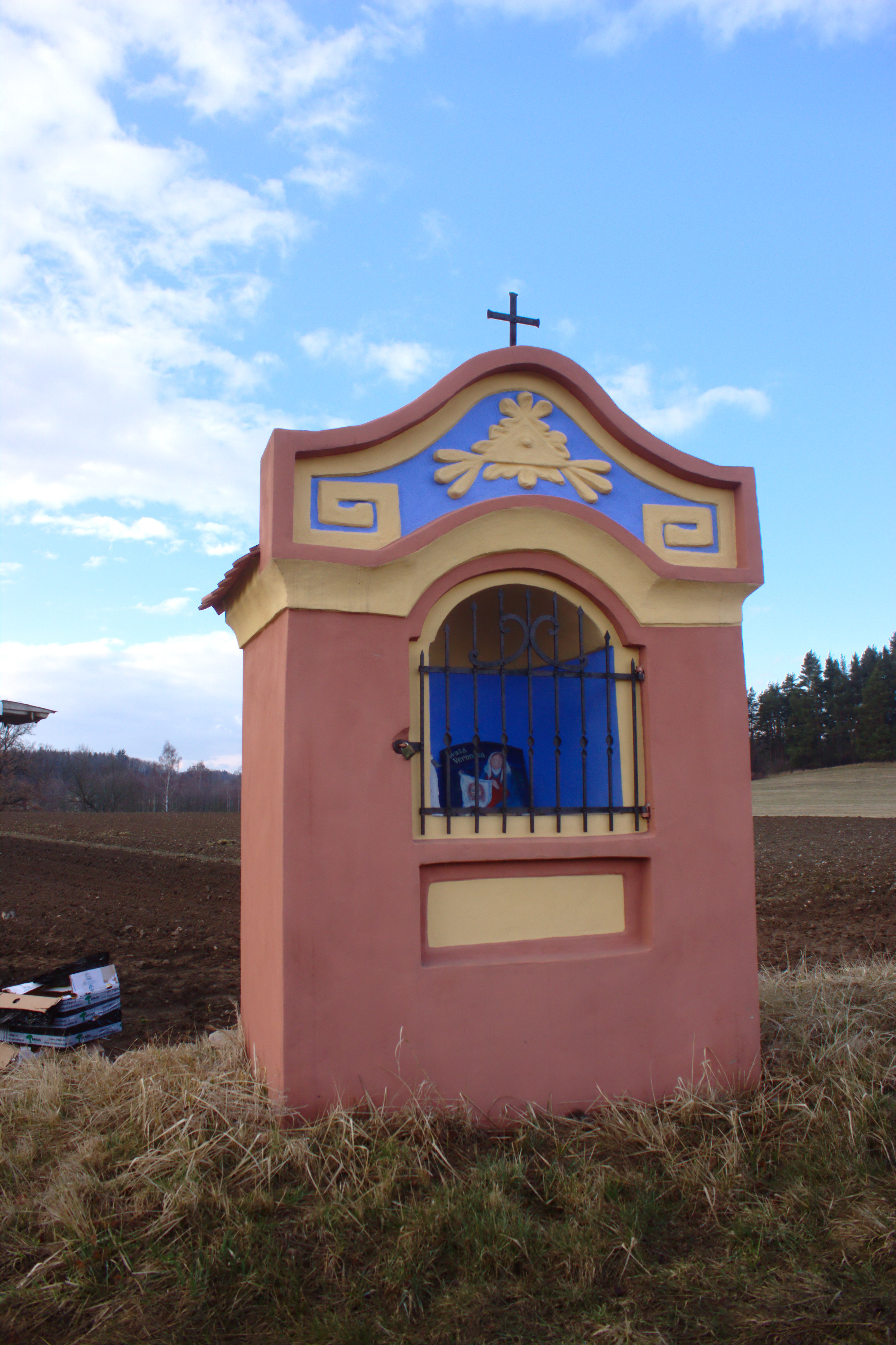
Kaplička u silnice do Netolic

První písemná zmínka o vesnici pochází z roku 1300.

## Obyvatelstvo
| Rok            | 1869 | 1880 | 1890 | 1900 | 1910 | 1921 | 1930 | 1950 | 1961 | 1970 | 1980 | 1991 | 2001 | 2011 | 2021 |
| -------------- | ---- | ---- | ---- | ---- | ---- | ---- | ---- | ---- | ---- | ---- | ---- | ---- | ---- | ---- | ---- |
| Počet obyvatel | 191  | 226  | 210  | 243  | 234  | 242  | 244  | 175  | 173  | 145  | 88   | 71   | 56   | 51   | 68   |
| Počet domů     | 40   | 42   | 49   | 37   | 39   | 41   | 43   | 45   | 42   | 41   | 33   | 43   | 46   | 48   | 53   |

## Obecní správa
Při sčítání lidu v letech 1850–1879 Hrbov byl osadou obce Hoříkovice v okrese Prachatice. V letech 1880–1963 byl 
samostatnou obcí v okrese Prachatice. Od roku 1964 je částí městyse Lhenice v okrese Prachatice.

## Pamětihodnosti
- Kaplička u silnice do Netolic (kulturní památka)
- Přírodní památka Hrádeček